# Hadrian I.
Hadrian I. († 25. Dezember 795 in Rom) war vom 1. Februar 772 bis zu seinem Tode Papst. Sein Pontifikat dauerte fast 24 Jahre.

## Leben

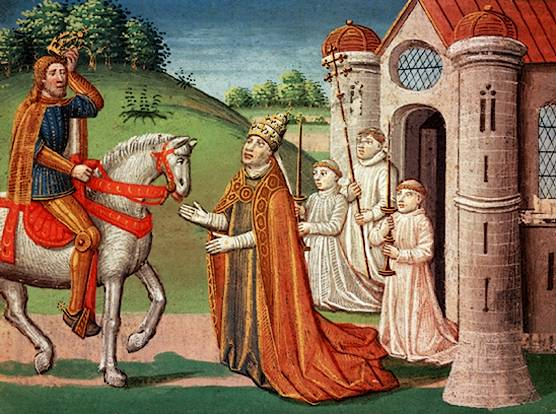
Papst Hadrian I. trifft Karl den Großen in der Nähe Roms (Gemälde von Antoine Vérard, 1493)

Hadrian wurde durch Papst Stephan III. zum Diakon ordiniert. Er wird als Kardinaldiakon der Regio von Santa Maria in Via Lata angesehen.
Im Kampf gegen den Langobardenkönig Desiderius, dem er den Wunsch verweigerte, Karlmanns Söhne zu Königen zu salben, wandte sich Hadrian I. an den fränkischen Herrscher Karl den Großen, der Desiderius zum Rückzug zwang. Als Karl der Große zu Ostern 774 in Rom eintraf, erneuerte er die von seinem Vater Pippin gegenüber Papst Stephan II. ausgesprochenen Schenkungsversprechen. 787 eroberten Hadrians Truppen das bis dahin zum byzantinischen Dukat von Neapel gehörende Terracina – der erste päpstliche Angriffskrieg.
In theologischer Hinsicht ist das Pontifikat Hadrians bedeutsam, weil 787 auf dem Zweiten Konzil von Nicäa die Bilderverehrung, die 754 auf Betreiben des oströmischen Kaisers Leo III. verdammt worden war, wieder zugelassen wurde. Diese Erlaubnis konnte sich im Frankenreich nicht durchsetzen: Karl der Große ließ die (allerdings nur in schlechten Übersetzungen vorliegenden) Konzilsbeschlüsse von der Synode von Frankfurt im Jahre 794 verwerfen. Auf Bitte Karls des Großen erhob Hadrian im Jahr 795 das Bistum Köln zum Erzbistum.
Sein Pontifikat von fast 24 Jahren sollte ein Jahrtausend lang, bis zu Pius VI. (1775–1799), das längste der Geschichte bleiben.